# گوکسهایم
گوکسهایم (به آلمانی: Gochsheim) یک شهر در آلمان است که در بایرن واقع شده‌است.

## خصوصیات
گوکسهایم ۲۱٫۰۰ کیلومترمربع مساحت دارد ۲۳۶ متر بالاتر از سطح دریا واقع شده‌است.